# Fohnsdorferbach
Der Fohnsdorferbach ist ein Nebenfluss des Pölsflusses und gehört damit zum Flusssystem der Donau. Er durchfließt den Fohnsdorfer Graben und mündet in Aichdorf in die Pöls (Abschnitt Pölsfluss).